# Pontonema vacillatum
Pontonema vacillatum är en rundmaskart som beskrevs av Joseph Leidy 1855. Pontonema vacillatum ingår i släktet Pontonema och familjen Oncholaimidae. Inga underarter finns listade i Catalogue of Life.